# Munehisa Sakai
Munehisa Sakai (境宗久 Sakai Munehisa?) es un director de anime japonés. Se unió a Toei Animation en 1992, donde dirigió parte de One Piece, Suite PreCure y Sailor Moon Crystal. Después de dejar Toei Animation y unirse a MAPPA en 2017, dirigió Zombie Land Saga, Mr Love: Queen's Choice y Dance Dance Danseur.

## Biografía
Mientras estaba en una escuela de animación, uno de los profesores presentó a Sakai a Toei Animation, a la que se unió en 1992. De 2006 a 2008, Sakai dirigió One Piece; Sakai también dirigió One Piece Film: Strong World en 2009. One Piece Film: Strong World ganó el premio a la excelencia en animación del año y fue nominado a animación del año en el 34º Premio de Cine de la Academia de Japón. En 2011, Sakai dirigió Suite PreCure. En 2014 dirigió Sailor Moon Crystal.
En 2017, Sakai dejó Toei Animation y se unió a MAPPA. En 2018, Sakai dirigió Zombie Land Saga. La serie ganó el premio a la animación del año en la categoría de televisión en el Tokyo Anime Awards Festival en 2019. También fue nominado a anime del año en los Crunchyroll Anime Awards 2019. En 2020, dirigió Mr Love: Queen's Choice. En 2022, Sakai dirigirá la adaptación al anime de Dance Dance Danseur.

## Obras

### Series de anime
- GeGeGe no Kitarō (1996–1998) (director del episodio)[13]
- Dr. Slump (1997–1999) (director del episodio)[14]
- Himitsu no Akko-chan (1998–1999) (director del episodio)[15]
- One Piece (2006-2008) (director)[4]
- Suite PreCure (2011-2012) (director)[6]
- Days (2016) (director adjunto)[16]
- Kakegurui (2017) (director de apertura)[17]
- Zombie Land Saga (2018-2021) (director)[8]
- Mr Love: Queen's Choice (2020) (director)[11]
- Dance Dance Danseur (2022) (director)[12]

### Películas
- One Piece Film: Strong World (2009) (director)[4]

### Series web
- Sailor Moon Crystal (2014-2015) (director)[7]